# عبد الله الغريفي
عبد الله حسين بن إبراهيم محسن الموسوي الغريفي البحراني مرجع شيعي بحريني يرجع نسبه إلى حسين الغريفي المتوفي سنة 1001 هجرية والمدفون في البحرين وتنتسب إليه السادة الموسويين من آل الغريفي وهي عائلة بحرانية قال عنها صاحب كتاب شهداء الفضيلة من أسمى البيوت مجدا وشرفا وأعلاها نسبا وأرفعها في المكانة العلمية والثقافية الدينية وهي عائلة تمتد من البحرين حتى السعودية والكويت وعمان والعراق وإيران وتتميز باهتمامها ابنائها بالنسب كثيرا حيث يوجد فيهم الكثير من علماء النسب يحظى عبد الله الغريفي بمكانة اجتماعية و كانت له مشاركات في المحافل والمناسبات والمواسم الثقافية، والندوات العلمية في البحرين وفي دولة الإمارات العربية المتحدة وفي الجمهورية العربية السورية التي عاش فيها فترة منفاه لمدة عشرين عاما وقد كان له وهو خارج البحرين دورٌ قياديٌ.
وهو الوكيل المطلق للمرجع الراحل السيد محمد حسين فضل الله، ووكيل شرعي للمرجع السيد علي السيستاني

## أساتذته
1- السيد علوي الغريفي
2- الشيخ عبد الهادي الفضلي
3- السيد محمد باقر الصدر
4- السيد أبو القاسم الخوئي
5- السيد محمد حسين فضل الله

## مؤلفاته
له كتب وكتيبات اشهرها كتاب التشيع.

## وصلات خارجية
موقع سماحة العلامة السيد عبد الله الغريفي